# ララバイ刑事
ララバイ刑事（ララバイけいじ）は、大映テレビ制作のテレビドラマ（刑事ドラマ）のシリーズ。1991年から1993年にかけて以下の2作品が断続的に制作され、テレビ朝日系列（一部系列局除く）で毎週日曜20時 - 20時54分に放送された。
1. 『ララバイ刑事'91（'92）』（1991年10月20日 - 1992年4月5日、全21話）
2. 『ララバイ刑事'93』（1993年4月11日 - 9月19日、全17話）

## 概要
架空の所轄署である「西新宿署」を舞台に、男性刑事ばかりの刑事課に課長代理としてキャリア採用の若い女性警部を据えることで、その女性警部、彼女とうまくいかない男性刑事たち、その間を取り持つ浅倉部長刑事との複雑な恋愛関係をストーリーの軸とした。元来、大映テレビ制作の刑事ドラマは警察官間の恋愛関係が露骨に描かれる傾向にあり、その点を飛躍させた作品が本シリーズである。
山形県では、『'91』は放送当時、日本テレビ系列とテレビ朝日系列のクロスネット局であった山形放送（1993年4月より日本テレビ系フルネット局に移行）で同時ネットされていたが、『'93』は放送開始直前の1993年4月1日にフジテレビ系列からネットチェンジした山形テレビでの放送となった。また『'93』以降、クロスネット局におけるテレビ朝日系の日曜20時台の番組の同時ネットが廃止され、同時ネットはフルネット局のみとなった。

## スタッフ
- プロデューサー：小関明（テレビ朝日）、田中芳之、春日千春
- 脚本：長野洋、今井詔二、大原清秀、江連卓、平岡清
- 音楽：菊池俊輔（91・92）、BMF(ビーイング・ミュージック・ファクトリー)、丸谷晴彦（93）
- 監督：土屋統吾郎、小島穹、井上芳夫、江崎実生、二宮建司、山口和彦
- 殺陣：車邦秀
- 制作：テレビ朝日、大映テレビ

## ララバイ刑事'91・'92
キャッチコピーは、「こんな社会に、惚れてやる。」。最終回のみ、2時間スペシャル（19時2分 - 20時54分）として放送。放送期間中の越年を反映し、タイトルの年数表記も1992年1月12日放送分（第10話）より変更されている。

### キャスト（'91・'92）
- 浅倉守刑事：片岡鶴太郎
- 椎名深雪警部：有森也実
- 本田勉刑事：松村雄基
- 丸山誠一刑事：前田吟
- 工藤鉄夫刑事：渡辺正行
- 中山春樹刑事：菊池健一郎
- 萩原賢造課長：梅宮辰夫
- 夏木由加：かとうれいこ
- 小泉昌子：岡まゆみ ※浅倉の別れた妻
- 小泉 恵：畑仲美和 ※浅倉の別れた娘
- 山口一男署長：丹波哲郎（特別出演）

ほか

### 放送日程（'91・'92）
| 放送回 | 放送日         | サブタイトル                             | 脚本     | 演出       | ゲスト                                        |
| ------ | -------------- | ---------------------------------------- | -------- | ---------- | --------------------------------------------- |
| 1      | 1991年10月20日 | 女警部誕生!!覗かれたAVギャルの秘密       | 長野洋   | 土屋統吾郎 | 市川勉、清水ひとみ                            |
| 2      | 10月27日       | 男と女の危険な張り込み                   | 今井詔二 | 小島穹     | 上村香子、楠大典、田鍋圭助                    |
| 3      | 11月03日       | 結婚願望・未亡人の危険な密会!!           | 今井詔二 | 土屋統吾郎 | 左時枝、北村雪枝、 竹田巧、中村銀次           |
| 4      | 11月17日       | レイプ!!狙われた婚約者                   | 大原清秀 | 土屋統吾郎 | 網浜直子、宮川一朗太、 干潟智子、江藤漢       |
| 5      | 11月24日       | 婚約者に妊娠3ケ月の恋人が…               | 大原清秀 | 小島穹     | 土屋久美子、藤代美奈子、 前田淳               |
| 6      | 12月01日       | 女警部を覗いた痴漢!!                     | 長野洋   | 土屋統吾郎 | 宮下直紀                                      |
| 7      | 12月08日       | 疑惑の目撃者!!家出女子大生の秘密         | 今井詔二 | 土屋統吾郎 | 安永亜衣、田村元治                            |
| 8      | 12月15日       | 二重誘拐!!テレクラ潜入捜査               | 長野洋   | 土屋統吾郎 | 後藤宙美                                      |
| 9      | 12月22日       | 謎のタレコミ!!盗み撮りされた女刑事       | 今井詔二 | 小島穹     | 坂詰貴之                                      |
| 10     | 1992年01月12日 | コンビニ強盗!!刑事が愛した美人OLの秘密   | 長野洋   | 小島穹     | 伊藤かずえ、朝倉圭矢                          |
| 11     | 1月19日        | 山田邦子を捜せ!!不倫の果ての殺意         | 平岡清   | 土屋統吾郎 | 山田邦子、谷川みゆき、 大沼誉、黒沢怜良       |
| 12     | 1月26日        | 殺人予告!!豪華客船21時間の恐怖           | 今井詔二 | 小島穹     | 大沢逸美、荒谷知亜紀、 飯野真由美             |
| 13     | 2月02日        | 殺人トリック!!夫に狙われた不倫妻         | 今井詔二 | 土屋統吾郎 | 山村美智子、岡野進一郎、 加世幸市、片岡新兵衛 |
| 14     | 2月09日        | 同窓会殺人!!名門女子高生の秘密           | 長野洋   | 江崎実生   | 高松英郎、桂木香織、山口裕子                  |
| 15     | 2月16日        | 謎の密告電話!!美人外交官の秘められた過去 | 今井詔二 | 山口和彦   | 一色彩子、重田尚彦、由起艶子                  |
| 16     | 2月23日        | 恋人が殺人!?セクハラされた女刑事         | 長野洋   | 井上芳夫   | 金田賢一、根岸一正                            |
| 17     | 3月01日        | 監禁!!襲われた女子高生の謎               | 大原清秀 | 山口和彦   | 森本よしえ、ただのあつこ                      |
| 18     | 3月08日        | 完全犯罪!!ウェディングドレスの女刑事     | 大原清秀 | 土屋統吾郎 | 茅野佐智恵、せんだみつお、 山中臨在           |
| 19     | 3月15日        | 罠!!ビデオカメラが覗いたレイプ           | 大原清秀 | 小島穹     | 大石吾朗、仙石順子、松田勝                    |
| 20     | 3月22日        | 結婚直前!!監禁された二人の女             | 今井詔二 | 二宮建司   | 可愛かずみ、青山雪菜、 片岡弘貴               |
| 21     | 4月05日        | 女警部に異動命令!!                       | 長野洋   | 土屋統吾郎 | 友里千賀子、永光基乃、 中島久之               |

### 主題歌（'91・'92）
- TMN 『WILD HEAVEN』（オープニング）
- X 『Say Anything』（エンディング）

## ララバイ刑事'93
2024年現在、テレビ朝日系列の日曜20時台において最後に放送された連続テレビドラマとなった。次のヒロインは誰がいいかと訊かれた主演の片岡鶴太郎の推薦により、中村あずさがヒロイン役として起用された。。

### キャスト（'93）
（参考：）
- 浅倉守刑事〈40〉：片岡鶴太郎
- 本宮淳子警部〈25〉：中村あずさ
- 赤川猛刑事〈25〉：的場浩司
- 丸山誠一刑事：前田吟
- 草野大吉刑事〈38〉：螢雪次朗
- 本田勉刑事〈29〉：松村雄基
- 前山綾子：松井紀美江
- 加藤鼓太郎：鼓太郎
- 本宮恵子：水野洋子
- 伊達陽介〈28〉：羽賀研二
- 小泉昌子〈36〉：岡まゆみ
- 小泉恵〈15〉：佐藤玲実
- 西村圭一課長〈53〉：竜雷太
- 椎名深雪警部：有森也実（第1話のみ）

### 放送日程（'93）
| 放送回 | 放送日  | サブタイトル                     | 脚本     | 監督       | ゲスト                                             |
| ------ | ------- | -------------------------------- | -------- | ---------- | -------------------------------------------------- |
| 1      | 4月11日 | 結婚サギ!!狙われた新任女警部     | 江連卓   | 土屋統吾郎 | 有森也実、神田龍夢、黒木朋子                       |
| 2      | 4月18日 | 愛の告白!!新人刑事の隠された過去 | 江連卓   | 土屋統吾郎 | 角田英介、高林由紀子                               |
| 3      | 5月02日 | ビデオが告白!!コールガールの秘密 | 大原清秀 | 小島穹     | 大門正明、斉藤麻里                                 |
| 4      | 5月16日 | カラオケ殺人!!8分17秒のアリバイ  | 江連卓   | 土屋統吾郎 | 五代高之                                           |
| 5      | 5月30日 | 女装殺人!!監禁された女警部       | 江連卓   | 井上芳夫   | 伊藤麻衣子                                         |
| 6      | 6月06日 | 密室の盗撮!!RHマイナスの秘密     | 江連卓   | 井上芳夫   | 赤塚真人、藤堂新二、山本郁子、上野淳、伊藤智之     |
| 7      | 6月13日 | 娘が犯人!?スケバン警部潜入捜査   | 大原清秀 | 土屋統吾郎 | 野村信                                             |
| 8      | 6月20日 | ハワイハネムーン交換殺人事件!!   | 江連卓   | 土屋統吾郎 | 岩本多代、宮田恭男、春井優雅子、細川順子、山西道広 |
| 9      | 7月04日 | スキャンダル!!セクハラ殺人事件   | 江連卓   | 山口和彦   | 藤代美奈子、栗田よう子、苅谷信行、加倉井えり       |
| 10     | 7月25日 | 監禁!!殺人犯に襲われた女警部     | 長野洋   | 山口和彦   | 大場久美子、阿藤海                                 |
| 11     | 8月08日 | 売春!!堕ちたキャリアウーマンの謎 | 大原清秀 | 井上芳夫   | あめくみちこ、高松英郎                             |
| 12     | 8月15日 | プール殺人の謎!!ワルに恋した刑事 | 大原清秀 | 井上芳夫   | 川合千春、佐藤健太                                 |
| 13     | 8月22日 | 密室の大救出!!狙われた美人母子   | 江連卓   | 山口和彦   | 吉沢京子、細山田隆人、田辺年秋、中村銀次           |
| 14     | 8月29日 | Wの悲劇!!殺人を予告する霊感少女  | 江連卓   | 山口和彦   | 中嶋美智代、大谷朗、須永慶                         |
| 15     | 9月05日 | 応答せよ!!渓谷に消えた刑事の謎   | 長野洋   | 二宮建司   | 西山浩司                                           |
| 16     | 9月12日 | 衝撃の告白!!連続強盗犯は花嫁の父 | 江連卓   | 二宮建司   | 石橋正次                                           |
| 17     | 9月19日 | さらば愛しの警部!!命ありがとう   | 江連卓   | 山口和彦   | 大沢逸美、可愛かずみ、黒崎輝、森川数間             |

### 主題歌（'93）
- BAAD 『愛したい愛せない』（オープニング）
- KIX-S 『愛し過ぎてこわい』（エンディング）
- ZARD 『もう少し あと少し…』（エンディング）